# Dogsomyn Bodoo

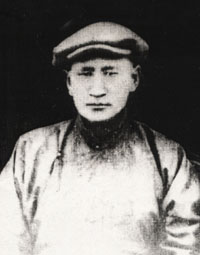
Dogsomyn Bodoo

Dogsomyn Bodoo (mongolisch Догсомын Бодоо; geb. 1. Juli 1885 in Mandshir Hutagt, Töw-Aimag, Mongolei, Kaiserreich China; gest. 31. August 1922) war ein prominenter Politiker der Mongolei im frühen 20. Jahrhundert. Er war eines der Gründungsmitglieder der Mongolischen Volkspartei. Er war Führer der provisorischen Revolutionsregierung und nach der Revolution in der Äußeren Mongolei von 1921 wurde er der erste Premierminister vom Juli 1921 bis Januar 1922. Ein Machtkampf führte zu seinem Rücktritt am 7. Januar 1922. Er wurde in der Folge angeklagt wegen Hochverrats und wegen Verschwörung gegen die Regierung und wurde am 31. August 1922 hingerichtet.

## Leben

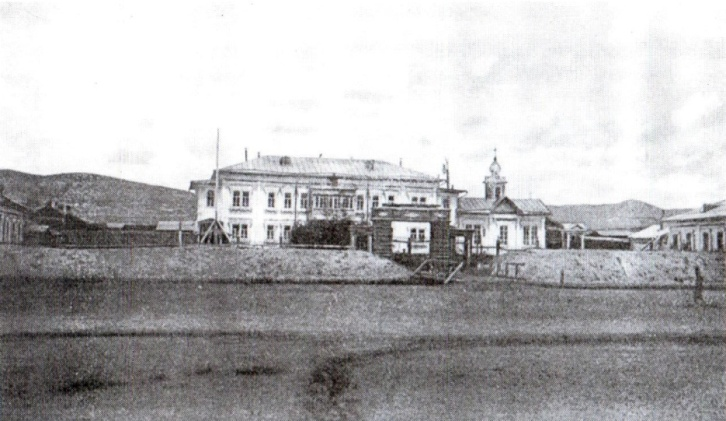
Das russische Konsulat in Niislel Hüree wo Bodoo unterrichtete und als Anführer der Konsulyn Denj wirkte.

Bodoo wurde 1885 in Mandshir Hutagt im Gebiet der heutigen Provinz Töw-Aimag geboren. Er erhielt seine Grundschulbildung im Kloster Mandschir Chiid und dann studierte er Mongolisch und Literatur in Khüree (dem heutigen Ulaanbaatar). Er wurde später Schreiber am Shaviyn Yaam (Büro für religiöse Angelegenheiten) und dann Lehrer für Mongolisch an der Russisch-Mongolischen Schule für Übersetzer. Er war ausgebildet in Mongolisch, Tibetisch, Mandschu und Mandarin. Er wurde der Repräsentant für Khüree für die Zeitung Mongolyn Sonin Bichig in Harbin und, unter dem Pseudonym Bold oder Bo, Korrespondent und Herausgeber der Zeitungen Shine Tol und Niislel Hüreeniy Sonin Bichig.

### Gründung der Mongolischen Volkspartei
Bodoo wurde durch seine Kontakte und Begegnungen im russischen Konsulat mit dem russischen Bolschewismus vertraut. Er gründete den geheimen anti-Chinesischen Widerstand und die revolutionäre Organisation Konsulyn Denj (Консулын дэнж = Gruppe vom Konsulatshügel) nach der Besetzung von Khüree durch den chinesischen General Xu Shuzheng Ende 1919. Andere Mitglieder der Gruppe waren Dambyn Chagdarjav, Darizavyn Losol und Chorloogiin Tschoibalsan, die als Bodoos russische Übersetzer fungierten. Ermutigt durch Kontakte am russischen Konsulat schloss sich Bodoos Gruppe mit einer anderen Widerstandsgruppe, der Züün Hüree, zusammen, zu welcher unter anderem Soliin Danzan, Dansrabilegiin Dogsom und Damdiny Süchbaatar gehörten. Am 25. Juni 1920 benannte sich die neue Organisation in Mongolische Volkspartei (Нам Mongol Ardyn Nam) um.
Bodoo war Mitglied der ersten Delegation der MVP, welche nach Russland reiste um 1920 Kontakte mit den Sowjets anzuknüpfen. Die berühmten „Ersten Sieben“ waren Choibalsan, Danzan, Losol, Chagdarjav, Dogsom und Sükhbaatar. Er wurde bei der Konferenz der MVP, welche vom 1. bis 3. März 1921 im Geheimen in Troitskosawsk, Russland, abgehalten wurde, zum Außenminister der provisorischen Regierung ernannt. In der Folge galt diese Konferenz als der erste Kongress der Mongolischen Revolutionären Volkspartei. Einen Monat später wurde er auch zum Premierminister ernannt, nachdem Chagdarjav von diesem Posten freigestellt worden war.

### Premierminister
Bodoo wurde nach der sogenannten „Befreiung“ von Khüree von Einheiten, die Roman von Ungern-Sternberg loyal ergeben waren, durch vereinte Truppen von mongolischen Einheiten und Einheiten der Roten Armee am 6. Juli 1921 Premierminister und Außenminister der Revolutionären Regierung. Er unterzeichnete und veröffentlichte am 14. September 1921 die mongolische Unabhängigkeitserklärung.

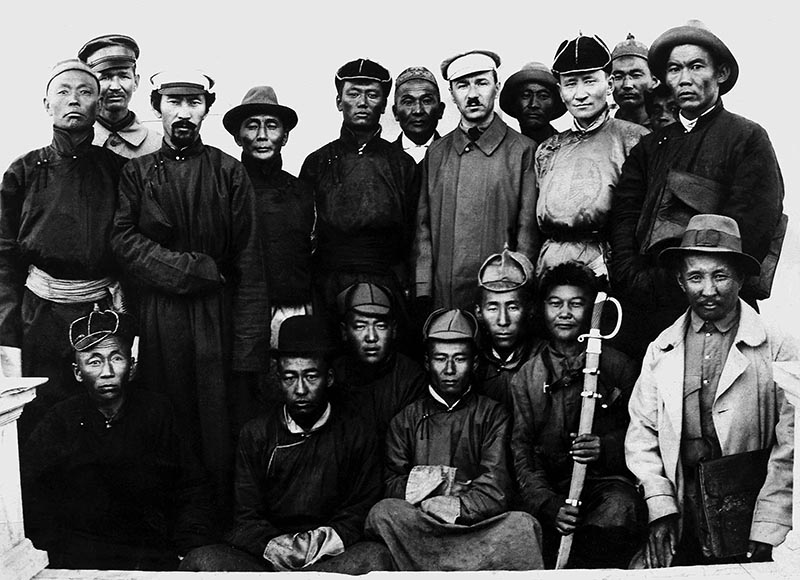
Mongolische Revolutionäre: hintere Reihe von links: unbek., unbek., Rinchingiin Elbegdorj, Soliin Danzan, Damdiny Süchbaatar, Ajvaagiin Danzan, Boris Shumyatsky, unbek., Bodoo.

Bald darauf intensivierte sich jedoch die politische Rivalität zwischen Bodoo und Soliin Danzan. Danzan verlor seinen Sitz als Parteiführer an einen Verwandten von Bodoo. Danzan schmiedet als Finanzminister mehrere Verschwörungen um den Premierminister aus seinem Amt zu vertreiben. Er überzeugte einflussreiche Parteimitglieder, dass Bodoo „ungeduldig, kurzsichtig und keine ernsthafte Persönlichkeit sei“.

## Sturz
Danzans Anschuldigungen begannen Ende 1921 Frucht zu zeigen, nachdem Bodoos Kampagne (ursprünglich angeführt von den Sowjets) das Volk zu „modernisieren“ zu einem zornigen Rückschlag führte. In der Kampagne war gefordert worden, das Volk solle mit Gewalt „feudale“ Ornamente der mongolischen Tracht (Deel) abschneiden, wie zum Beispiel große Ärmel, Schmuck der Frauen und sogar lange Haare. Danzan nutze Bodoos schwache politische Position, indem er ihn beschuldigte mit dem charismatischen Unabhängigkeitskämpfer Ja Lama eine Verschwörung anzuzetteln, sowie mit Chinesen und Amerikanern zu paktieren um die Revolution zu unterminieren und eine autokratische Regierung zu gründen. Am 7. Januar 1922 trat Bodoo von all seinen Ämtern in der Regierung zurück, angeblich aus Gesundheitsgründen.

## Tod
Danzan verfolgte Bodoo trotzdem weiter, bis er verurteilt wurde mit reaktionären Feinden zu paktieren, um die Regierung zu stürzen. Bodoo und mehrere andere ehemalige Minister, unter anderem sein Vorgänger Dambyn Chagdarjav, wurden von einem russischen Agenten inhaftiert und verhört. Bodoo wurde zusammen mit 14 anderen „Dissidenten“ durch Erschießen am 31. August 1922 exekutiert.
Um Kritik an Bodoos Execution durch einflussreiche religiöse Gruppen zu entschärfen, Bodoo war schließlich ein Lama, luden die Parteiführer, unter anderem Süchbaatar den Hutagt, oder „heilige Reinkarnation“, Jalchands Khutagt Sodnomyn Damdinbazar ein, der nächste Premierminister zu werden.
Nach seinem Tod wurde Bodoo von offiziellen Historikern stigmatisiert als Verräter und Gegenrevolutionär, hauptsächlich während Choibalsans Herrschaft. Seine Beiträge zur Revolution wurden im Allgemeinen verneint und vergessen. Bodoo wurde erst 1962 rehabilitiert.